# Sigismund Karl Maria von Reinach

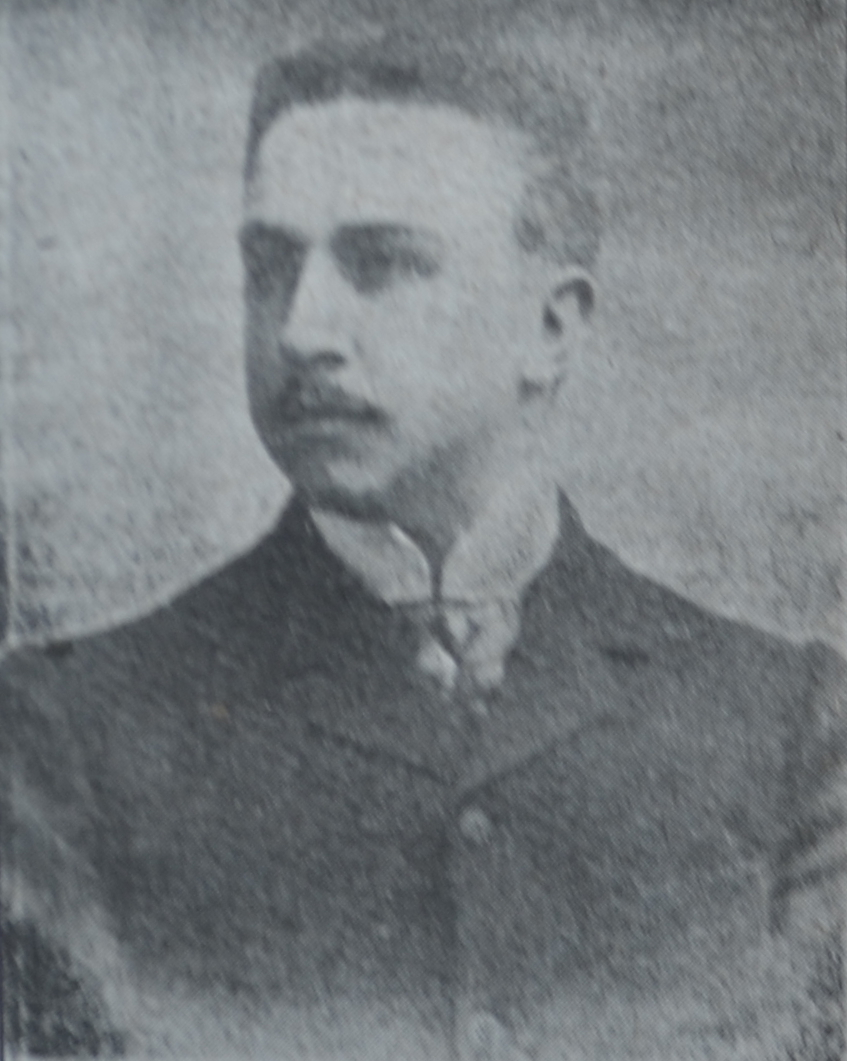
Sigismund Karl Maria von Reinach, 1911

Sigismund Karl Maria Freiherr von Reinach-Hirzbach (fr: Sigismond Charles Marie Baron de Reinach-Hirtzbach) (* 20. Oktober 1869 in Hirtzbach; † 10. Mai 1947 ebenda) war ein deutscher sowie französischer Gutsbesitzer, Bürgermeister und Abgeordneter aus der Linie Hirzbach des Adelsgeschlechtes Reinach.

## Familie
Von Reinach war der Sohn des Politikers Hesso-Antoine de Reinach (* 21. Juni 1819 in Hirtzbach; † 13. Februar 1894 ebenda) und dessen Ehefrau Marie Anna Antoinette Caroline Baronesse de Gohr. Der Vater war 47 Jahre lang Bürgermeister von Hirzbach, von 1851 bis 1869 Abgeordneter und 1872 bis 1894 Präsident des Conseil général du Haut-Rhin.
Von Reinach heiratete am 8. Oktober 1901 in Stotzheim Charlotte Baronesse de Mullenheim-Rechberg (* 9. Mai 1879: † 1. April 1977 in Hirtzbach), die Tochter von Louis de Mullenheim-Rechberg und der Jeanne de Coehorn. Aus der Ehe gingen vier Kinder hervor.

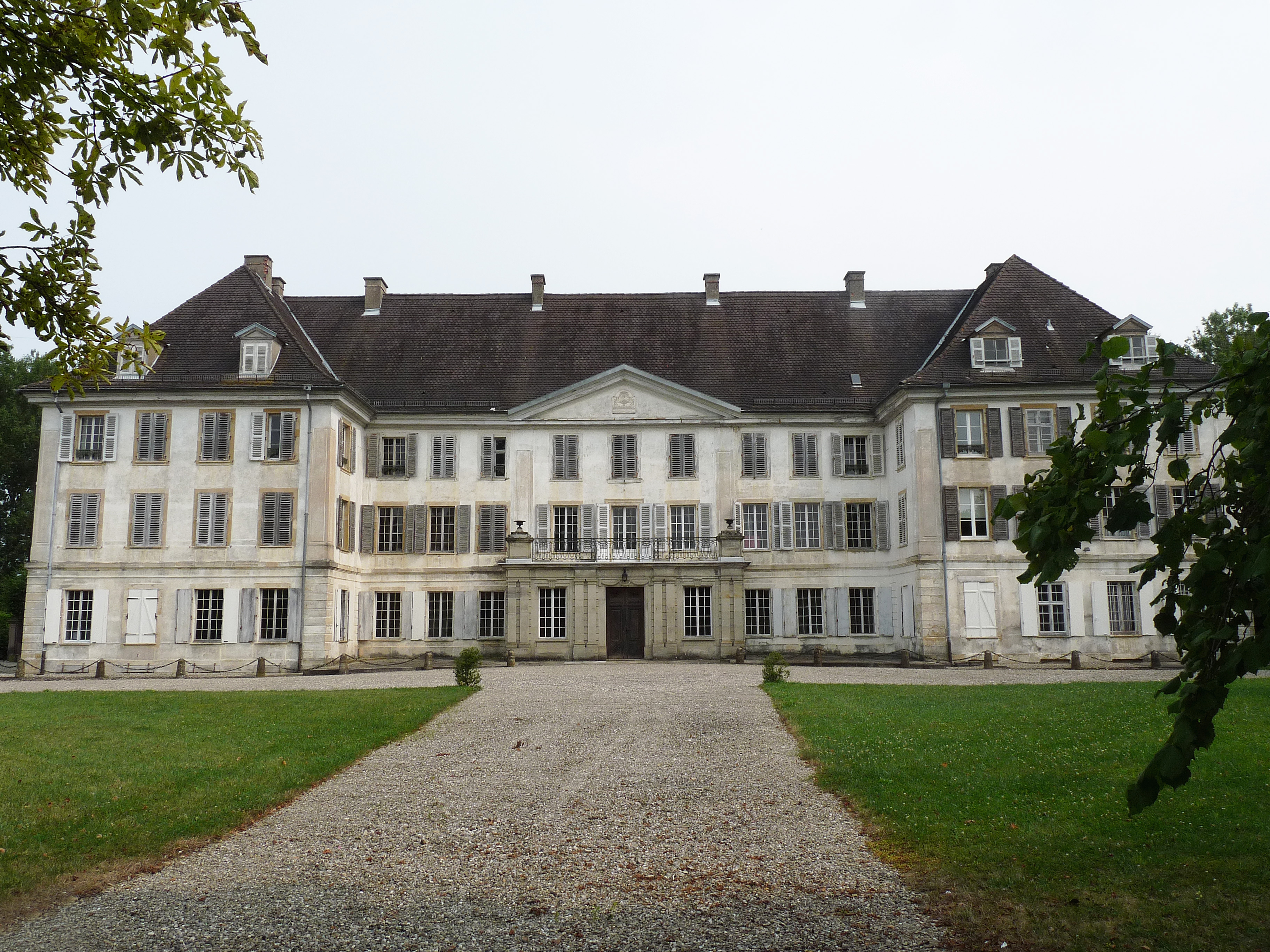
Château de Reinach

Er lebte auf Château de Reinach, dem Sitz seines Familienzweiges.

## Leben
Von Reinach besuchte das Institut Kuhn in Straßburg und studierte dann an der Landwirtschaftlichen Akademie Hohenheim. 1879 wurde er in den Kreistag des Kreises Altkirch und 1908 zum Bürgermeister von Hirzbach gewählt. 1911 wurde er auf Vorschlag des Bundesrates durch den Kaiser zum Abgeordneten der ersten Kammer des Landtags des Reichslandes Elsaß-Lothringen ernannt. Das Mandat erlosch mit der Reannexion des Reichslandes Elsaß-Lothringen durch Frankreich.
Nach Ausbruch des Ersten Weltkriegs wurde er 1914 von den Franzosen gefangen genommen, in Belfort interniert, dann aber freigelassen. Er trat im Krieg mit einem Protest dagegen hervor, dass Landarbeiter in großem Umfang zum Kriegsdienst eingezogen wurden. Am 3. Dezember 1914 wurde er selbst als Rittmeister d.R. eingezogen und leistete in einer Nachschubeinheit Dienst. Seine Familie wurde nach Baden-Baden evakuiert, sein Schloss durch das Militär genutzt und dabei in Mitleidenschaft gezogen. Er selbst wurde in das Gefangenenlager Darmstadt/Hessen und dann zum Lager Rastatt (Baden) versetzt und 1916 als Verwalter des Vermögens der rumänischen Krone nach Bukarest geschickt.
Nach dem Krieg kehrte er nach Hirtzbach zurück und war dort bis 1935 Bürgermeister. Ebenfalls war er Präsident des landwirtschaftlichen Rats von Altkirch.